# Condado de Polk (Texas)
El condado de Polk es uno de los 254 condados del estado estadounidense de Texas. La sede del condado es Livingston, al igual que su mayor ciudad. El condado tiene un área de 2.874 km² (de los cuales 136 km² están cubiertos por agua) y una población de 41.133 habitantes, para una densidad de población de 15 hab/km² (según censo nacional de 2000). Este condado fue fundado en 1836.

## Demografía
Para el censo de 2000, había 41.133 personas, 15.119 cabezas de familia, y 10.915 familias residiendo en el condado. La densidad de población era de 39 habitantes por milla cuadrada.
La composición racial del condado era:
- 79,64% blancos
- 13,17% negros o negros americanos
- 1,74% nativos americanos
- 0,38% asiáticos
- 0,01% isleños
- 3,74% otras razas
- 1,32% de dos o más razas.

Había 15.119 cabezas de familia, de las cuales el 28,80% tenían menores de 18 años viviendo con ellas, el 57,90% eran parejas casadas viviendo juntas, el 10,80% eran mujeres cabeza de familia monoparental (sin cónyuge), y 27,80% no eran familias.
El tamaño promedio de una familia era de 2,95 miembros.
En el condado el 22,90% de la población tenía menos de 18 años, el 8,10% tenía de 18 a 24 años, el 26,80% tenía de 25 a 44, el 24,20% de 45 a 64, y el 18,00% eran mayores de 65 años. La edad promedio era de 39 años. Por cada 100 mujeres había 108,70 hombres. Por cada 100 mujeres mayores de 18 años había 109,50 hombres.

## Economía
Los ingresos medios de una cabeza de familia del condado eran de USD$30.495 y el ingreso medio familiar era de $35.957. Los hombres tenían unos ingresos medios de $30.823 frente a $21.065 de las mujeres. El ingreso per cápita del condado era de $15.834. El 13,30% de las familias y el 17,40% de la población estaban debajo de la línea de pobreza. Del total de gente en esta situación, 23,10% tenían menos de 18 y el 12,30% tenían 65 años o más.

## Gobierno

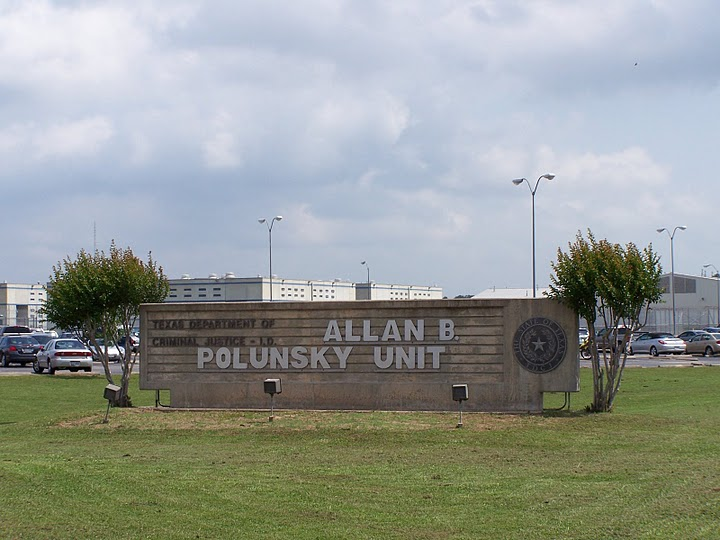
Unidad Allan B. Polunsky

El Departamento de Justicia Criminal de Texas (TDCJ) gestiona la Unidad Allan B. Polunsky en West Livingston, una área no incorporada en el condado. Tiene el corredor de la muerte para hombres.